# Iglesia de San Pedro (Pamplona)
La iglesia de San Pedro, de Pamplona, forma parte del convento de la Inmaculada de Capuchinos, construido en el siglo xvii, extramuros de Pamplona, en la margen derecha del río Arga, en el exterior del meandro de Aranzadi. El convento, junto con la iglesia conventual, fue reconstruida y ampliada en 1710, siguiendo las trazas de fray Luis de Tafalla (OFM Cap.), con un sobrio estilo barroco; en 1923, la fachada sufrió una modificación que le dio un carácter ecléctico.
En 1951, el arzobispo de Pamplona, Enrique Delgado Gómez, erigió la parroquia de San Pedro, estableciendo la iglesia parroquial en este templo. Correspondió a esta parroquia el barrio que estaba formando en ese momento a los dos lados de las calles Marcelo Celayeta y Villava. Al sur quedó la parroquia de San José, erigida en esa misma fecha para atender el barrio de la Chantrea, que había iniciado su construcción el año anterior; y al oeste la del Salvador, erigida en 1937.

## Historia
A comienzos del siglo xvii los Capuchinos llegan a Pamplona con el deseo de fundar un convento, cuentan con el apoyo del virrey de Navarra, Juan de Cardona y Recasens, se le ofrece un terreno en la zona de Trinitarios pero, finalmente, el 10 de julio de 1696 toman posesión de un terreno en el llamado cerrado de Ozcáriz, en el extremo exterior del meandro de Aranzadi. La primera piedra se puso el lunes santo de 1607, y las obras fueron costeadas por Gabriel Amasa e Ibasoro y se extendieron, al menos, hasta 1634.
El convento, bajo la advocación de la Inmaculada, ocupó un solar en forma de cuadrilátero de reducidas dimensiones; disponía de un claustro central rodeado por una edificación de doble altura; en el vértice noroeste se situó la iglesia conventual. En 1679 el convento se convirtió en cabeza de la  provincia religiosa de Navarra y Cantabria, por lo que esta  edificación resultaba insuficiente. En 1708  quedó encargado de la remodelación y ampliación de la edificación el tracista de la orden, Fray Luis de Tafalla, que añadió al convento el claustro de la portería y amplió la iglesia dotándola de tres nuevos tramos y otras tantas capillas laterales en el lado del evangelio; se construyó un coro alto a los pies de la nave. Las obras fueron sufragadas por el Patronato para obras pías instituido por Gabriel Almansa, y el legado de un indiano. En 1732 se colocó en la entrada del convento una cruz de madera sobre unas gradas.
A finales del siglo xviii, con motivo de la guerra de la Convención, se decretó su derribo por necesidades defensivas de la plaza fuerte, aunque no parece que se llegase a producir. Durante el siglo xiX la comunidad religiosa sufrió sucesivas exclaustraciones; que tuvieron como consecuencia serios deterioros del convento, por lo que debió reconstruirse en varias ocasiones, la última en 1879. Todavía en el siglo xix se llevaron a cabo diversas obras: en 1923 se modificó la fachada de la iglesia, y el frente del convento se avanzó situándolo en línea con la iglesia. En 1978, la comunidad cedió el espacio que ocupaban las capillas laterales para permitir la remodelación de la avenida de Villava.

## Descripción de la iglesia
La iglesia presenta planta de cruz latina, con una sola nave de cuatro tramos, crucero y cabecera recta. Los muros de sillar quedan enlucidos por el interior. Los tramos de la nave, los brazos del crucero y la cabecera se cubren con bóvedas de lunetos, mientras que el tramo central del crucero recibe una cúpula elíptica sobre pechinas. Los tramos de la nave quedan separados mediante arcos fajones de medio punto, que se apoyan en una cornisa dentellada. A los pies del templo se sitúa un coro moderno, que sustituye al primitivo. En el brazo del crucero del lado del evangelio se abre una pequeña capilla de planta rectangular dispuesta en paralelo a la nave del templo, con dos tramos cubiertos por bóvedas de arista. En el lado del evangelio de cada uno de los tramos de la nave se abrían pequeñas capillas que fueron derribadas en 1978, y de los que quedan memoria en los contrafuertes exteriores del templo.
En el presbiterio se dispusó en la segunda mitad del siglo XX un retablo neogótico procedente de Labiano, en sustitución de uno barroco seriamente deteriorado. A lo largo de los muros de la nave se sitúan las estaciones de un viacrucis neogótico, con pinturas del Ramiro Ros Rafales.
En el exterior los muros de sillar y sillarejo ponen de manifiesto el volumen interior del templo. La fachada primitiva sufrió una fuerte remodelación en 1923 y 1935. Quedó así una composición ecléctica que presenta una puerta central con arco de medio punto con ladrillo a sardinel; sobre ella, en el centro del hastial, se abren tres ventanas verticales enmarcadas con un arco de medio punto sobre pilastras fajadas, apoyadas en una gruesa cornisa moldurada; en la parte superior se abre un óculo y en la cima del hastial una espadaña en cuyo vano se aloja una campana. Delante de la puerta se dispuso un pórtico con una cubierta a una sola agua apoyado sobre cuatro pilares de madera.

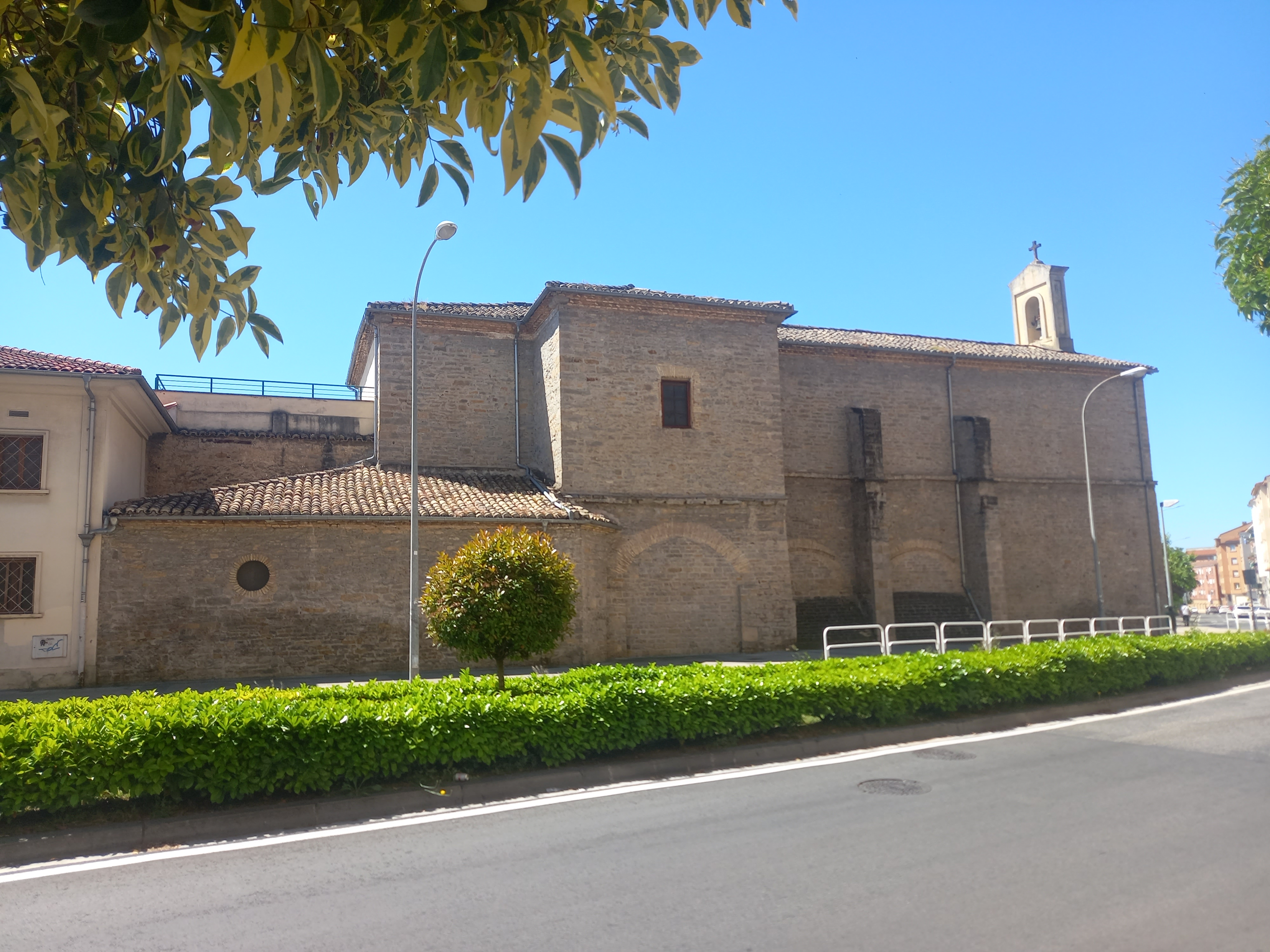
Volumen exterior del templo
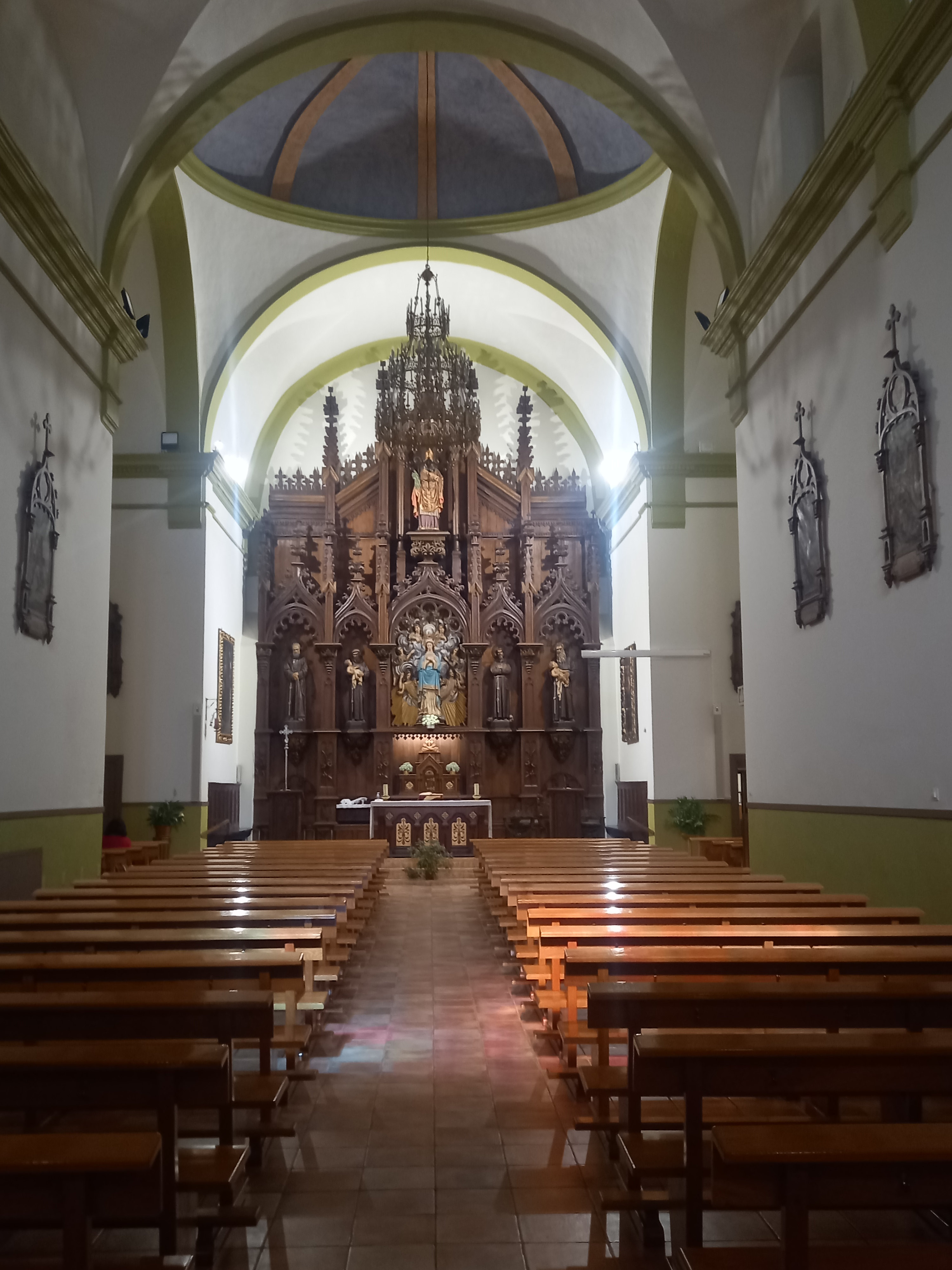
Nave del templo
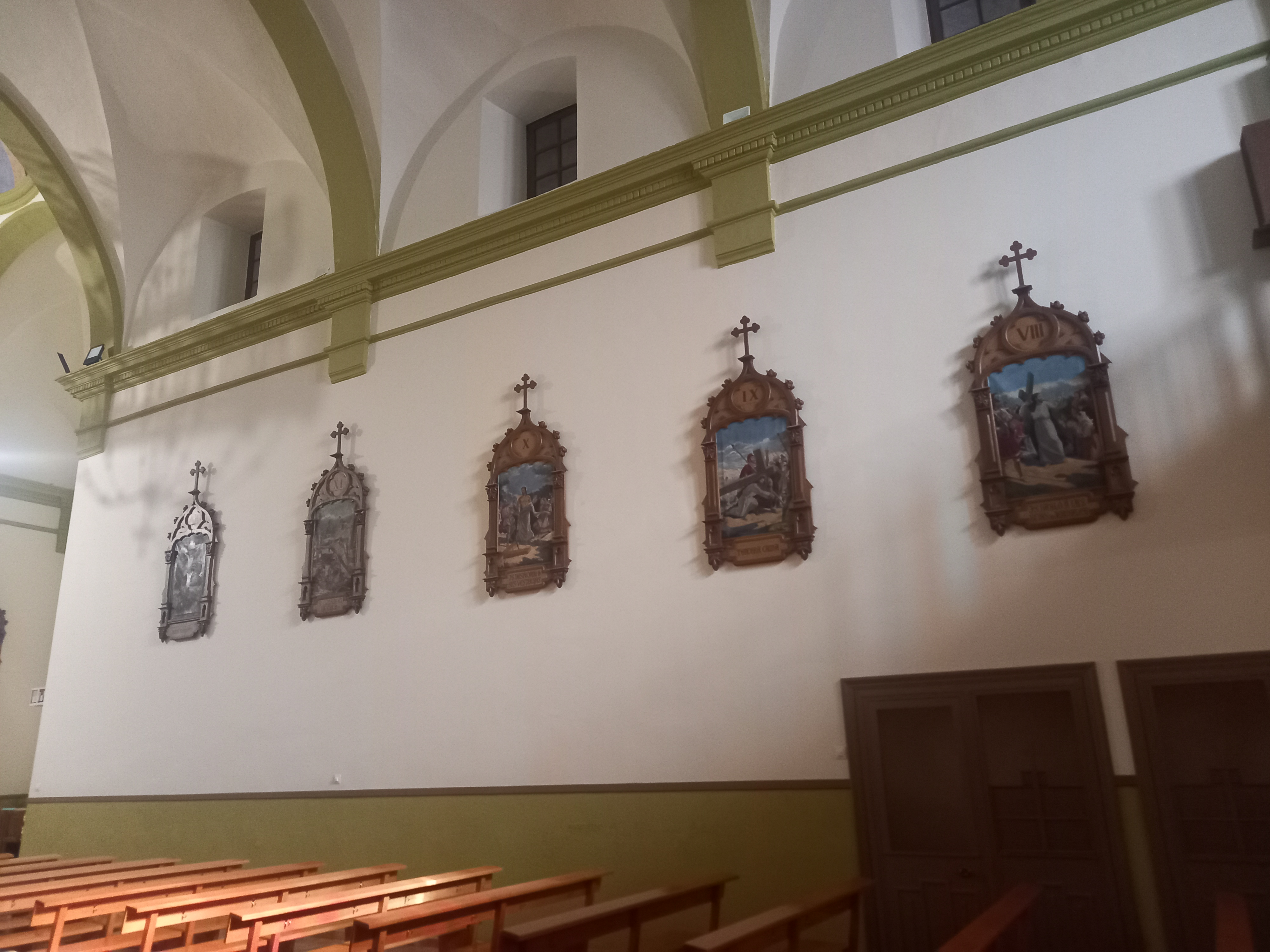
Estaciones del viacrucis
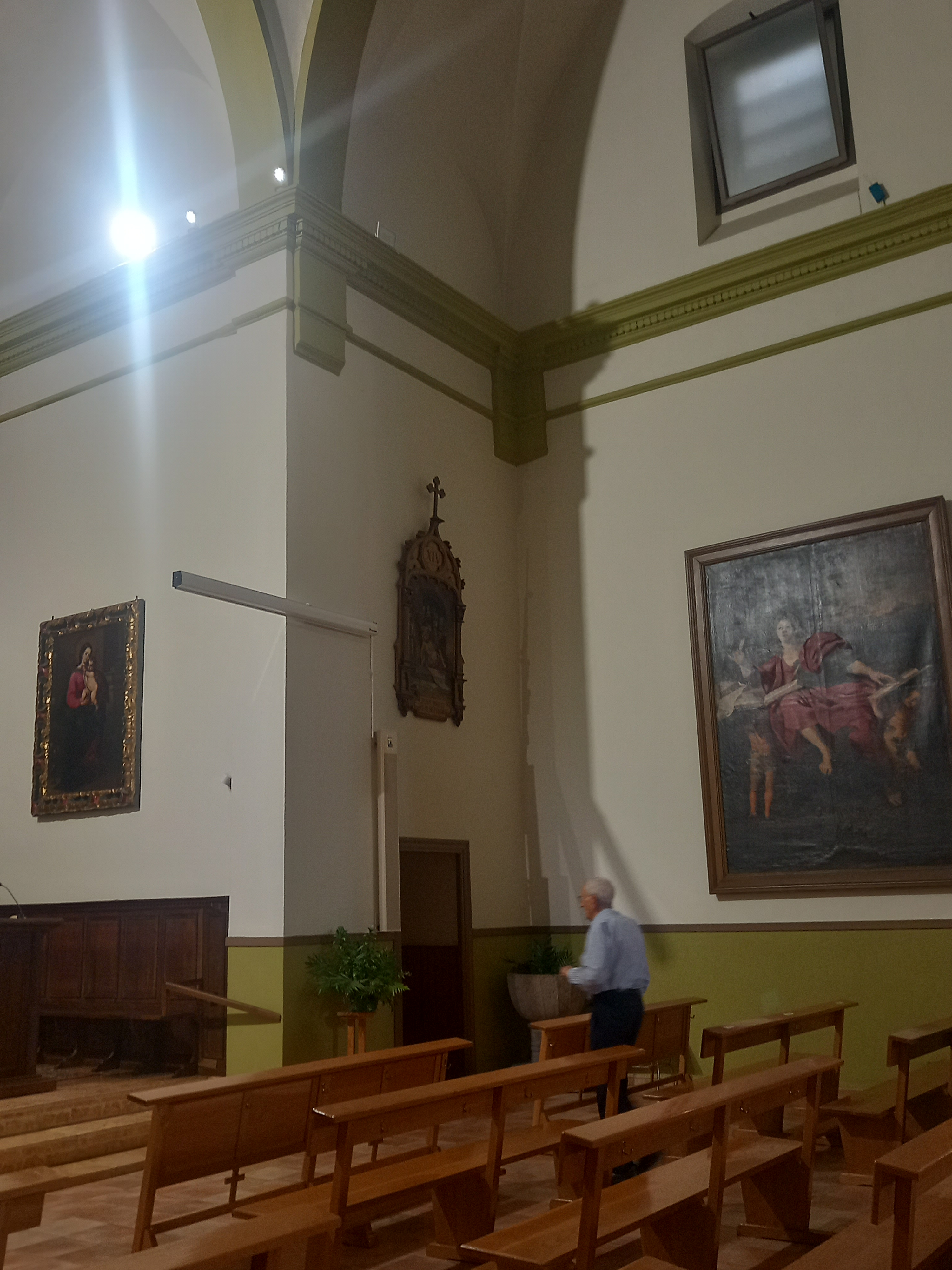
Brazo del crucero
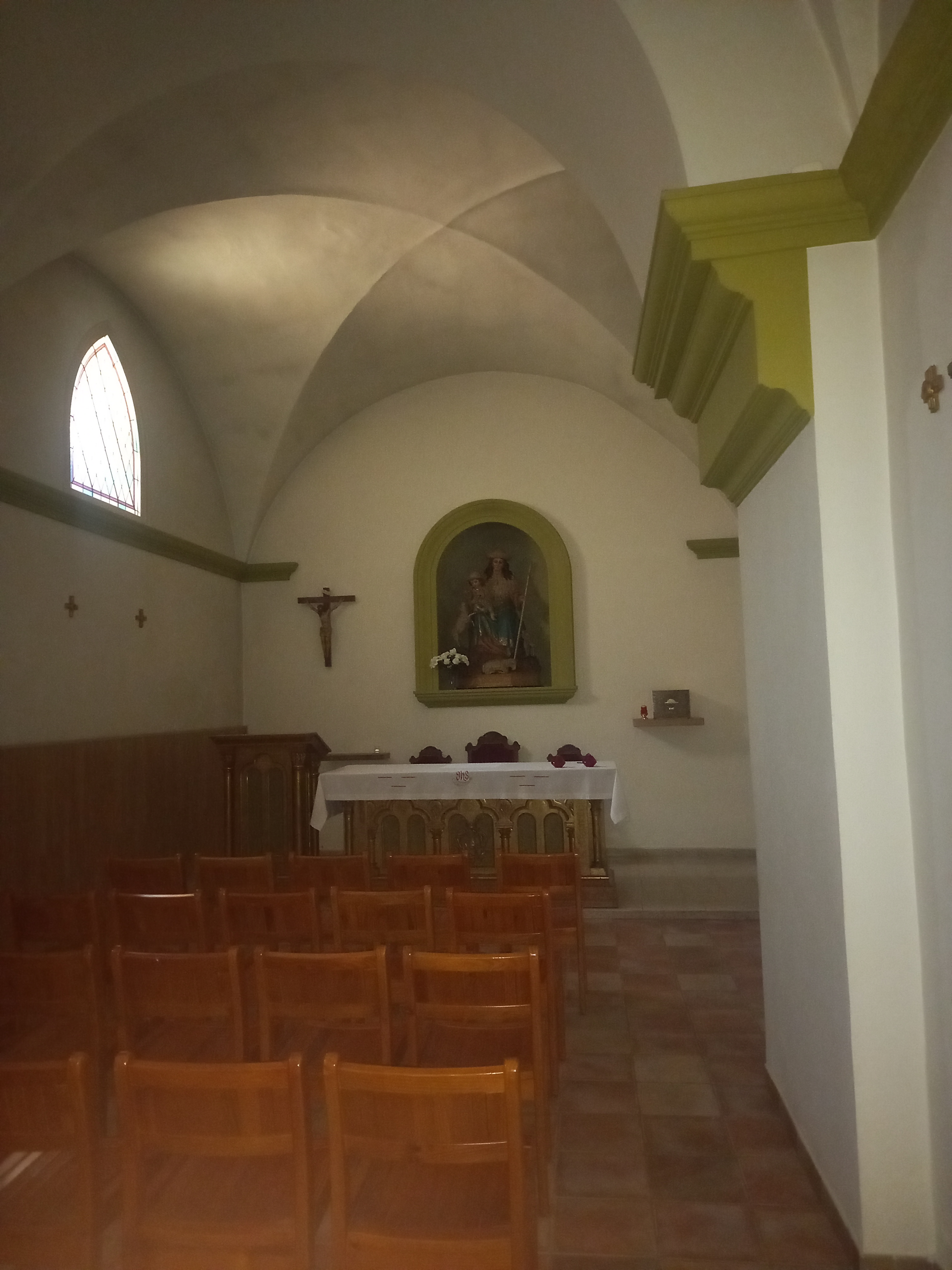
Capilla en el lado del evangelio